# 10100 Bürgel
(10100) Burgel, denumire internațională (10100) Bürgel, este un asteroid din centura principală de asteroizi.

## Descriere
10100 Bürgel este un asteroid din centura principală de asteroizi. A fost descoperit pe 10 decembrie 1991 la Tautenburg de Freimut Börngen. Asteroidul prezintă o orbită caracterizată de o semiaxă mare de 2,41 ua, o excentricitate de 0,18 și o înclinație de 1,9° în raport cu ecliptica.